# Драган Мицић
Драган Мицић (Београд, 13. јануар 1950) српски је ендокринолог, академик и редовни члан Одељења медицинских наука Српске академије наука и уметности од 5. новембра 2009.

## Биографија
Завршио је основне студије на Медицинском факултету Универзитета у Београду 1974, магистратуру 1977, докторат 1981, специјалистички испит из интерне медицине 1981, усавршавао се као стипендиста Министарства просвете, науке и технолошког развоја у Универзитетској клиници у Улму 1981, као стипендиста Британског саветa у болници Светог Вартоломеја у Лондону 1986, као стипендиста Међународног завода за научну и техничку сарадњу Србије у два наврата у болници у Лондону 1987. и 1988. и кao стипендиста Министарства просвете, науке и технолошког развоја на Јослиновом институту за дијабетес у Бостону и у болници Питер Бент Бригам на Универзитету Харвард у Бостону, завршио је последипломски курс из ендокринологије у организацији Европске федерације ендокриних друштава y Шпанији, усавршавао се као стипендиста Универзитета у Сантијаго де Компостела 1994. и из дијабетологије у Меморијалној болници Стено 1998. године. Радио је у Интерној клиници А од 1976. и као редовни професор на Медицинском факултету Универзитета у Београду од 1996. Одржао је предавање „Ефекти примене нових секретагога за хормон раста у метаболичким обољењима” у Српској академији наука и уметности 28. јануара 2004. Члан је секретара Одељења медицинских наука од 2015, Одбора за биомедицинска истраживања САНУ, Српског лекарског друштва, Европске асоцијације за проучавање дијабетеса, Интернационалне дијабетске федерације, Америчке асоцијације за дијабетес, Европске неуроендокринолошке асоцијације, Европског удружења за проучавање гојазности и Интернационалног удружења за проучавање гојазности. Добитник је годишње награде за научни рад из подручја дијабетологије „Вук Врховац” Загреб 1981, захвалнице Српског лекарског друштва 1982, дипломе Српског лекарског друштва 1987, плакете Српског лекарског друштва 1989, повеље Српског лекарског друштва 1995, годишње награде за научноистраживачки рад Српског лекарског друштва 1999. и потпредседник је Европске асоцијације за изучавање гојазности са седиштем у Лондону.
Био је главни је и одговорни уредник часописа Acta Clinica и уредник публикације Клиничка ендокринологија-одабрани случајеви до 2015 године. Члан је саветодавног одбора часописа Медицинска истраживања, Acta Physiologica et Pharmacologica, Тимочког Медицинског Гласника и Интернационалног уређивачког одбора у часописима Obesity and Metabolism (Италија), Ожиреније и метаболизам (Русија), Reviews in Endocrinology and Metabolic Disorders (Спрингер), Romanian Journal of Diabetes, Obesity and Metabolic Disorders (Румунија), придружени уредник у European Journal of Obesity (Швајцарска).
Академик Драган Мицић је до сада објавио 172 рада у међународним часописима и монографијама, 144 рада у домаћим часописима, 101 поглавља у домаћим монографијама; 521 сажетака на међународним састанцима; 255 сажетака на домаћим састанцима и 42 поглавља у домаћим зборницима. Одржао је до сада 203 предавања по позиву.